# Красная книга Приморского края
Красная книга Приморского края — аннотированный список редких и находящихся под угрозой исчезновения животных, растений и грибов Приморского края. Она была подготовлена учёными Биолого-почвенного института ДВО РАН при содействии администрации Приморья.

## Издание
Первое издание Красной книги Приморского края выпущено в 2005—2008 годах в 2-х томах. Тираж первого тома составил 4500 экземпляров. На издание обоих томов Красной книги из бюджета Приморского края было потрачено более 4,5 миллионов рублей. Красная книга Приморского края является официальным изданием, предназначенным как для специалистов, так и для широкого круга читателей.
В этом издании оценка состояния видов и популяций проведена по категориям, сочетающим как категории Красной книги Российской Федерации, так и категории Международного союза охраны природы, которые соотносятся следующим образом:
| Категории Красной книги России            |  | Категории по системе МСОП                                                   |  | Категории Красной книги Приморского края |
| 0 — вероятно исчезнувшие                  |  | RE — вероятно исчезнувшие в регионе                                         |  | 0 (RE)                                   |
| 1 — находящиеся под угрозой исчезновения  |  | CR — находящиеся в критическом состоянии (на грани исчезновения)            |  | 1 (CR)                                   |
| 2 — сокращающиеся в численности           |  | EN — находящиеся в опасном состоянии (исчезающие)                           |  | 2 (EN)                                   |
| 3 — редкие                                |  | VU — уязвимые                                                               |  | 3 (VU)                                   |
| 3 — редкие                                |  | NT — находящиеся в состоянии, близком к угрожаемому (потенциально уязвимые) |  | 3 (NT)                                   |
| 3 — редкие                                |  | LC — вызывающие наименьшие опасения                                         |  | 3 (LC)                                   |
| 4 — неопределенные по статусу             |  | DD — недостаточно изученные                                                 |  | 4 (DD)                                   |
| 5 — восстановленные и восстанавливающиеся |  | (отсутствует)                                                               |  | 5                                        |

### Том первый. Животные
В первом томе представлен список редких и находящихся под угрозой исчезновения животных Приморского края, который включает 283 видов (101 — беспозвоночные (51 — моллюски, 50 — насекомые), 31 — рыбы, 6 — земноводные и пресмыкающиеся, 112 — птицы, 33 — млекопитающие).
Для каждого вида приведены иллюстрации, карта распространения, определены статус и категория редкости, даны краткое описание, сведения о численности и необходимых мерах охраны.

### Том второй. Растения
Во втором томе представлен список редких и находящихся под угрозой исчезновения растений и грибов Приморского края, который включает 343 видов растений (174 — покрытосеменные, 6 — голосеменные, 21 — папоротниковидные, 1 — плауновидные, 37 — водоросли, 45 — мохообразные, 59 — лишайники) и 58 видов грибов.
Для каждого вида приведены иллюстрации, карта распространения, определены статус и категория редкости, даны краткое описание, сведения о численности и необходимых мерах охраны.